# 미치카와역
미치카와역(일본어: 道川駅 みちかわえき[*])은 일본 아키타현 유리혼조시에 위치한 동일본 여객철도 우에쓰 본선의 철도역이다. 단선 · 섬식의 형태를 합친 2면 3선 구조의 복합 승강장을 갖춘 지상역이다.

## 타는 곳
| 1 | ■ 우에쓰 본선 | 하행                  | 아라야 · 아키타 방면   |
| 2 | ■ 우에쓰 본선 | (대피선 · 당 역 시발) | (대피선 · 당 역 시발)  |
| 3 | ■ 우에쓰 본선 | 상행                  | 우고혼조 · 사카타 방면 |

## 역 주변
- 국도 제7호선
- 미치카와 해수욕장

## 역사
- 1920년 2월 22일 : 일본국유철도의 역으로서 유리 군 미치카와 촌에 개업.
- 시기 불명 : 무인화.
- 1987년 4월 1일 : 일본국유철도 분할 민영화에 의해, 동일본 여객철도가 승계.
- 시기 불명 : 간이위탁 폐지, 완전 무인화.
- 시기 불명 : 현 역사로 개축.

## 인접 역
| 동일본 여객철도 우에쓰 본선 | 동일본 여객철도 우에쓰 본선 | 동일본 여객철도 우에쓰 본선 |
| --------------------------- | --------------------------- | --------------------------- |
| 이와키미나토 니쓰 방면      | ■ 우에쓰 본선               | 시모하마 아키타 방면        |